# Alessandro Taverna
Alessandro Taverna (Caorle nabij Venetië, 1983) is een Italiaanse pianist.

## Levensloop
Taverna studeerde bij Laura Candiago Ferrari en Piero Rattalino, daarna aan het Pollini-conservatorium in Padua, waar hij in 2001 afstudeerde. Hij volgde lessen bij Franco Scala, Leonid Margarius en tot 2008 bij Boris Petrushansky, Louis Lortie en wederom bij Piero Rattalino aan de internationale pianoacademie in Imola. In Rome studeerde hij aan de nationale muziek-academie bij Sergio Perticaroli.
Hij trad op met diverse orkesten en geeft recitals in concertzalen in Italië en ver daarbuiten. Hij maakte opnamen voor Radio Classica in Italië, voor de Sloveense nationale radio en televisie en voor ClassicFm Radio in Zuid-Afrika.

## Prijzen
Hij won talrijke prijzen in diverse muziekwedstrijden, waaronder:
- Prijs van Venetië (2002)
- Skriabin International Piano Competition in Grossetto (2003)
- De internationale pianowedstrijd Concerti in Villa in Vicenza (2006)
- Halvefinalist in de 6de Hamamatsu International Piano Competition in Japan (2006)
- Halvefinalist in de UNISA International Piano Competition in Pretoria (2008)
- 2e prijs in de London International Piano Competition (2009) waar hij het 1e pianoconcert van Frédéric Chopin met de London Philharmonic Orchestra in de Royal Festival Hall speelde.